# Ново-Бобруйск
Ново-Бобруйск — посёлок в Правдинском районе (муниципальном округе) Калининградской области.
Расположен в лесистой местности в месте слияния рек Путиловка и Бородинка в 21 км к северо-востоку от Правдинска и в 57 км к юго-востоку от Калининграда.
Через посёлок проходит автодорога Знаменск — Крылово, в посёлке от неё отходит дорога на запад в Правдинск. Ближайшая ж.-д. станция находится в Мозыре (12 км к юго-востоку, на линии Черняховск — Корше).
До 2016 года посёлок входил в Мозырьское сельское поселение (упразднено).
| 2002 | 2010 |
| ---- | ---- |
| 316  | ↘245 |